# Robert Bernard
Robert Bernard (ur. 10 marca 1913 w Schweinfurcie, zm. 17 lutego 1990) – niemiecki piłkarz grający na pozycji pomocnika. Uczestnik Letnich Igrzysk Olimpijskich. Grał w VfR Schweinfurt i 1. FC Schweinfurt 05.
W reprezentacji Niemiec zagrał 2 razy.